# Oh, Kay ! (film, 1928)
Pour les articles homonymes, voir Oh, Kay !.
Pour plus de détails, voir Fiche technique et Distribution.
Oh, Kay ! est un film américain réalisé par Mervyn LeRoy et sorti en 1928. Le scénario est basé sur la comédie musicale du même titre, sortie en 1926.

## Fiche technique
- Réalisation : Mervyn LeRoy

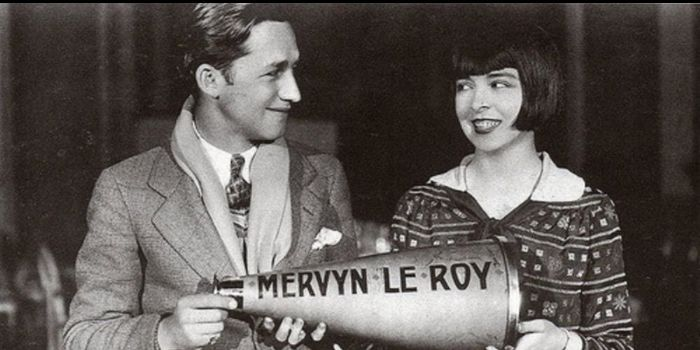
Le réalisateur Mervyn LeRoy avec l'actrice Colleen Moore, photo promotionnelle pour le film.

- Scénario : d'après la comédie musicale Oh, Kay ![1].
- Producteur : John McCormick
- Photographie : Sidney Hickox
- Montage : Paul Weatherwax
- Distributeur : First National Pictures
- Durée : 6 bobines[2]
- Date de sortie :
  - États-Unis : 26 août 1928

## Distribution
- Colleen Moore : Lady Kay
- Lawrence Gray : Jimmy Winter
- Ford Sterling : Shorty McGee
- Claude Gillingwater :Juge Appleton
- Julanne Johnston : Constance Appleton
- Claude King : The Earl of Rutfield
- Edgar Norton : Lord Braggot
- Percy Williams : The butler
- Fred O'Beck : Captain Hornsby